# Número imaginário
Em Matemática, um número imaginário é um número complexo com parte real igual a zero, ou seja, um número da forma b i, em que i é a unidade imaginária. Em alguns contextos, exige-se que b seja diferente de zero. O termo foi inventado por René Descartes em 1637 no seu La Géométrie para designar os números complexos em geral, e tem esse nome pelo objetivo inicialmente pejorativo: na época, acreditava-se que tais números não existissem.

## Definição

Uma ilustração do plano complexo. Os números imaginários estão no eixo vertical do plano.

Todo número complexo pode ser escrito como {\displaystyle a+ib,} em que {\displaystyle a} e {\displaystyle b} são números reais e i é a unidade imaginária com a propriedade que
{\displaystyle \mathrm {i} ^{2}=-1} → {\displaystyle i={\sqrt {-1}}}
O número {\displaystyle a} é a parte real do número complexo, e {\displaystyle b} é a parte imaginária. Apesar de Descartes usar inicialmente o termo "número imaginário" para designar  o que atualmente é chamado de "número complexo", o termo hoje em dia significa especificamente um número complexo com parte real igual a {\displaystyle 0,} i.e. um número na forma ib. Note que, tecnicamente, {\displaystyle 0} é considerado um número puramente imaginário: {\displaystyle 0} é o único número complexo que é tanto real como puramente imaginário:
{\displaystyle 0=0\times {\sqrt {-1}}}

## Uso
Para alguns pares de estados quânticos, Alice e Bob, os pesquisadores podem adivinhar os estados com 100% de precisão, mas apenas se eles pudessem usar números imaginários em suas medições locais. Quando proibido de usar números imaginários, tornou-se impossível distinguir com precisão os dois estados.

## Potências de i
| ... (repete o padrão da área azul) |
| i−3 = i                            |
| i−2 = −1                           |
| i−1 = −i                           |
| i0 = 1                             |
| i1 = i                             |
| i2 = −1                            |
| i3 = −i                            |
| i4 = 1                             |
| i5 = i                             |
| i6 = −1                            |
| in = im onde m ≡ n mod 4           |

As potências de i se repetem em ciclos de 4 valores, seguindo o padrão das primeiras potências inteiras não negativas:
{\displaystyle i^{0}=1}
{\displaystyle i^{1}=i}
{\displaystyle i^{2}=-1}
{\displaystyle i^{3}=i\cdot i^{2}=i\cdot (-1)=-i}
De forma geral, se {\displaystyle n\in }  ℕ , dividimos n  por 4 e considera-se o resto dessa divisão como o novo expoente de {\displaystyle i.} 
Por exemplo:
1. {\displaystyle i^{244}=i^{0}=1,} visto que {\displaystyle 244\div 4=61} e o resto da divisão é igual a 0;
2. {\displaystyle i^{33}=i^{1}=i,} pois {\displaystyle 33\div 4=8} e apresenta resto 1;
3. {\displaystyle i^{50}=i^{2}=-1,} devido a {\displaystyle 50\div 4=12} e ter como resto o valor 2;

No caso de n ser um expoente inteiro negativo, fazemos uso do conceito de inverso:
{\displaystyle i^{-n}={\frac {1}{i^{n}}}.}